# Lokstallet i Sala
Lokstallet i Sala är en byggnad och ett järnvägsmuseum i Sala. Lokstallet används numera av Stockholms kultursällskap för ånga och järnväg (SKÅJ).
Sala lokstall byggdes 1900–1901 för Sala–Gysinge–Gävle järnväg av byggmästaren Oskar Karlsson i Sala. Järnvägsbolaget gick i konkurs 1913, men rekonstruerades. Det utarrenderade 1915-1918 järnvägen till Stockholm-Västerås-Bergslagens Järnvägar. År 1937 övertogs företaget av Statens Järnvägar. Persontrafiken upphörde 1964 och det sista godståget gick mellan Sala och Köpalla i juni 1995. Samma år revs den sista biten av rälsen.
SKÅJ köpte lokstallet 1982 och har där en del av sina samlingar av ånglok, elektriska lok och andra järnvägsfordon.

## Järnvägsfordon (2004)[1]
- Nohab ånglok litt E10 från 1947
- Nohab ånglok litt B från 1943
- Asea malmlok litt Mg från 1944
- Asea ellok litt D
- Asea ellok litt F från 1949
- Asea motorvagnståg litt X5 från 1948
- Omformartågsätt
- 1930- och 1940-talspersonvagnar